# Nevil Shute

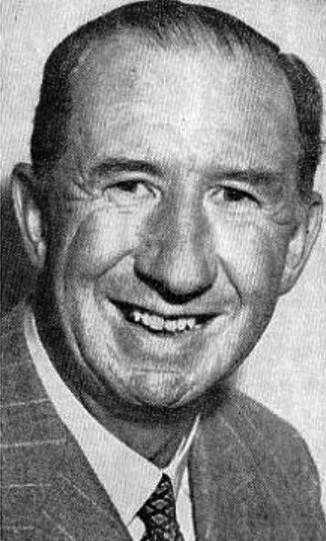
Nevil Shute

Nevil Shute Norway (ur. 17 stycznia 1899 roku w Londynie; zm. 12 stycznia 1960 roku w Melbourne) – angielski i australijski powieściopisarz, a zarazem odnoszący sukcesy inżynier lotnictwa. Jako inżynier (i przedsiębiorca w branży lotniczej) używał pełnego nazwiska.
Podczas I wojny światowej służył w armii. Potem studiował w Oksfordzie.
W 1950 roku przeniósł się do Australii, uważając, że Wielka Brytania upada z powodu socjalizmu. W latach 50. i 60. był znanym na całym świecie autorem bestsellerów. Napisał 25 książek.
Kojarzony głównie z powieściami Ostatni brzeg (On the Beach, 1957, dwie ekranizacje, pierwsza Stanleya Kramera, 1959), o wojnie atomowej, oraz Miasteczko jak Alice Springs (A Town Like Alice, 1950 – film (1956) i miniserial z 1981 roku).